# 서유기 (배우)
서유기(徐維基, 본명(本名)은 서병돈(徐炳敦), 한때 서백균(徐栢均)이라는 예명을 사용, 1981년 10월 3일 ~ )는 대한민국의 연기자, 연극배우, 뮤지컬 배우이다.

## 생애
신장은 173cm이며 체중은 64kg인 그는 강원도 춘천에서 출생하였으며 지난날 한때 강원도 강릉에서 잠시 유아기를 보낸 적이 있고 이후 서울에서 성장한 그는 1997년 5월에 서병돈 본명으로 MBC 문화방송 TV 드라마 《나》에 단역 출연을 하여 연기자로 첫 데뷔를 하였고 이어 같은 해 1997년 7월에는 KBS 한국방송공사 TV 드라마 《신세대 보고 어른들은 몰라요》에 단역 출연하였으며 이듬해 1998년 SBS 서울방송 청소년 탤런트 대회 입상을 하였고 1년 후 1999년 MBC 문화방송 공채 10기 개그맨(동기: 이혁재, 박희진, 라윤경, 문천식 등) 데뷔하였으며 이듬해 2000년 SBS 서울방송 공채 9기 탤런트로 정식 데뷔를 하였고 1년 후 2001년부터 서백균이라는 예명을 사용하였으며 이듬해 2002년 서유기 예명으로 연극배우 데뷔하였고 1년 후 2003년 뮤지컬 배우 데뷔하였으며 또 아울러 그는 2002년 이후 서유기라는 예명으로 연기자 활동하였다.
2012년 7월 이후 향리와 가까운 연고지인 강원도 강릉에 사실상 정착하여 강릉MBC문화방송과 삼척MBC문화방송과 원주MBC문화방송과 KBS강릉방송총국과 GTB 강원춘천민영방송에서 방송 리포터 등으로 활약하고 있으며 강원도 영동연우회 특별지도위원을 지내고 있다.

## 출연작

### 텔레비전 드라마
- 1997년 MBC 드라마 《나》
- 1997년 KBS 드라마 《신세대 보고 어른들은 몰라요》
- 1998년 SBS 시트콤 《나 어때》
- 1999년 MBC 시트콤 《점프》
- 2001년 SBS 드라마 《아름다운 날들》
- 2002년 MBC 드라마 《베스트극장》
- 2002년 KBS 드라마 《드라마시티》

### 텔레비전 프로그램
- 1999년 SBS 서울방송 《코미디 살리기》

### 연극
- 2008년 《청학동 혁명계열 유생 농성 사태》 ... 서득복 역(조연)
- 2008년 《하회촌 혁명계열 유생 농성 사태》 ... 서득복 역(조연)

### 뮤지컬
- 2008년 《라이온 킹》 ... 티몬 역(조연)